# Santiago Zoochila
Santiago Zoochila là một đô thị thuộc bang Oaxaca, México. Năm 2005, dân số của đô thị này là 440 người.